# ISSEI (歌手)
ISSEI（イッセイ、2004年〈平成16年〉2月9日 - ）は、日本の歌手、俳優、タレント。ジュニア内男性アイドルグループ・美 少年の元メンバーであり、金指 一世（かなさし いっせい）の芸名で活動していた。
東京都出身。TOBE所属。

## 来歴
小学生のときに再放送で『花より男子』の松本潤を観てジャニーズ事務所の存在を知り、中学受験終了後に履歴書を送付し、2016年6月19日に入所。2017年4月、『ジャニーズ銀座2017』の公演数日前にジャニーズJr.内ユニット・東京B少年に加入する。
2020年、美 少年として主演を務めた7月期金曜ナイトドラマ『真夏の少年〜19452020』でテレビドラマ初出演。
2024年10月、同年11月1日午前0:00をもって、STARTO ENTERTAINMENTを退所することを発表。退所日前日の10月31日には有料会員ブログを更新。メンバーやファンへ感謝の思いを綴り、「覚悟を決めた以上死ぬ気でトップを目指しに行きます！」と宣言し、退所およびグループも脱退した。
2024年12月3日、TOBEの公式YouTubeチャンネルで行われた緊急生配信にてTOBEへの所属が発表された。また、金指一世としてではなくISSEIとして活動していくことも発表された。
2025年1月23日、デジタルシングル『Go Getter feat. AK-69』でソロデビュー。

## 人物
血液型はO型。身長172cm。美 少年所属時のメンバーカラーは紫。
特技はローラースケートとアクロバット。キックボクシングも習っている。

## 出演
個人での出演のみ記載。グループとしての出演は美 少年#出演を参照。

### テレビドラマ
- 真夏の少年〜19452020（2020年7月31日 - 9月18日、テレビ朝日） - 主演・山田和彦 役（美 少年で主演）[7]
- ザ・ハイスクール ヒーローズ（2021年7月31日 - 9月18日、テレビ朝日） - 主演・桜井一嘉 / モモヒーロー 役（美 少年で主演）[19][20]
- トモダチゲームR4 第3話 - 最終話（2022年8月6日 - 9月10日、テレビ朝日） - 主演・柱谷千聖 役（美 少年で主演）[21]
- 春は短し恋せよ男子。（2023年4月25日 - 6月27日、日本テレビ） - 主演・志倉刀磨 役（美 少年で主演）[22]
- 土曜はナニする!? イケドラ（2023年8月5日 - 26日、関西テレビ・フジテレビ） - 主演[23]
- もしも世界に『レンアイ』がなかったら（2025年8月1日 - 、CBCテレビ） - ハレ 役[24]

### 舞台
- とんかつロック（2024年4月19日 - 26日、大阪松竹座 / 5月4日 - 19日、新橋演舞場 / 5月23日 - 27日、御園座 / 6月1日・2日、本多の森北電ホール） - 主演・井口平 役（岩﨑大昇、那須雄登とトリプル主演）[25]
- 朗読劇「また、桜の国で」（2025年8月27日 - 31日予定、IMM THEATER） - 主演・棚倉慎 役[26]

### コンサート
- マイナビ サマステライブ2023 俺たちがミライだ!!（2023年8月11日、EX THEATER ROPPONGI） - PAISEN応援隊として出演[27][28]
- to HEROes 〜TOBE 2nd Super Live〜（2025年3月6日・7日、東京ドーム / 4月6日・7日、京セラドーム大阪）[29][30]

### イベント
- STARRZ TOKYO 2025（2025年9月23日予定、日本工学院アリーナ）[31]

### CM
- 東京2020オリンピック・パラリンピック競技大会ANA CM「ひとには、翼がある篇」（2021年）[32]

## ディスコグラフィ

### シングル

#### CDシングル
|     | 発売日         | タイトル               | 販売形態       | 販売形態   | 規格品盤  |
| --- | -------------- | ---------------------- | -------------- | ---------- | --------- |
| 1st | 2025年2月28日  | Go Getter feat. AK-69  | 初回生産限定盤 | CD+GOODS   | TBCT0750  |
| 1st | 2025年2月28日  | Go Getter feat. AK-69  | 通常盤         | CD         | TBCT0751  |
| 2nd | 2025年10月13日 | サイレントミッドナイト | 初回生産限定盤 | CD+Blu-ray | TBCT0764X |
| 2nd | 2025年10月13日 | サイレントミッドナイト | 通常盤         | CD         | TBCT0765  |

#### 配信シングル
|     | 発売日        | タイトル               | 規格                   | レーベル   | 初収録アルバム |
| --- | ------------- | ---------------------- | ---------------------- | ---------- | -------------- |
| 1st | 2025年1月23日 | Go Getter feat. AK-69  | デジタル・ダウンロード | TOBE MUSIC |                |
| 2nd | 2025年8月1日  | サイレントミッドナイト | デジタル・ダウンロード | TOBE MUSIC |                |

### ミュージック・ビデオ
| 年   | タイトル               | リンク     | 監督 | 備考 |
| ---- | ---------------------- | ---------- | ---- | ---- |
| 2025 | Go Getter feat. AK-69  | [ 動画 1 ] |      |      |
| 2025 | サイレントミッドナイト | [ 動画 2 ] |      |      |

### その他

#### ソロ曲
| 曲名         | 作詞 | 作曲  | JASRAC 作品コード | JASRAC 名義      | 収録 |
| ------------ | ---- | ----- | ----------------- | ---------------- | ---- |
| GET A CHANCE | 171  | ROUNO | 282-1204-5        | 金指一世／美少年 |      |